# Port lotniczy Paramaribo-Zanderij
Port lotniczy Paramaribo-Zanderij (hol. Johan Adolf Pengel International Airpor, IATA: PBM, ICAO: SMJP) – międzynarodowy port lotniczy położony w Zanderij, 45 km na południe od Paramaribo. Jest największym portem lotniczym w Surinamie.

## Historia
Lotnisko w Zanderji już od początku lat 30 było wykorzystywane do lądowania samolotów na prowizorycznym pasie startowym. W latach 40 był to przystanek dla Pan American World Airways. Wojsko amerykańskie wykorzystało ten teren byłej kolonii holenderskiej głównie jako lotnisko pośrednie na trasie tranzytowej do Afryki Północnej i Europy.

## Statystyki ruchu
Statystyki ruchu z lat 2013-2018
| Rok  | Pasażerowie | Operacje lotnicze |
| ---- | ----------- | ----------------- |
| 2013 | 455 426     | 3 222             |
| 2014 | 457 666     | 3 127             |
| 2015 | 482 570     | 3 505             |
| 2016 | 478 537     | 3 664             |
| 2017 | 445 104     | 2 877             |
| 2018 | 450 979     | 2 813             |

## Linie lotnicze i połączenia
| Linia lotnicza     | Kierunek                                                                                               |
| ------------------ | --- |
| Caribbean Airlines | 1. Port of Spain                                                                                       |
| Copa Airlines      | 1. Panama                                                                                              |
| Fly All Ways       | 1. Curaçao 2. Santiago de Cuba 3. Santo Domingo 4. Hawana Sezonowo: 1. St Maarten                      |
| KLM                | 1. Amsterdam                                                                                           |
| Surinam Airways    | 1. Amsterdam 2. Aruba 3. Belém 4. Curaçao 5. Georgetown 6. Miami 7. Port of Spain Sezonowo: 1. Orlando |

### Cargo
| Linia Lotnicza         | Kierunek                                                            |
| ---------------------- | ------------------------------------------------------------------- |
| Amerijet International | 1. Miami 2. Georgetown 3. Port of Spain 4. Bridgetown 5. Basseterre |
| Northern Air Cargo     | 1. Georgetown 2. Miami 3. Port of Spain                             |

### Kierunki czarterowe
| Linia Lotnicza         | Kierunek           |
| ---------------------- | ------------------ |
| Trans Guyana Airways   | 1. Georgetown-Ogle |
| TUI Airlines Nederland | 1. Amsterdam       |